# Plateaumalagasi
Plateaumalagasi (Malagasy (fiteny), merina) is een Austronesische taal van de groep der Malagasitalen, die wordt gesproken in de Afrikaanse eilandenstaat Madagaskar in de Indische Oceaan. Het Merina-dialect is naast het Frans een officiële taal van het land, en het Plateaumalagasi is veruit de belangrijkste taal in Madagaskar en veruit de meest gesproken Malagasi-, Oost- en zelfs Baritotaal. Geen enkele Baritotaal wordt in meer landen en territoria gesproken dan het Plateaumalagasi. In de geschreven media en het onderwijs wordt het Frans echter meer gebruikt dan het Plateaumalagasi.

## Classificatie
Onderstaande tabel is gemaakt door middel van de Swadeshlijst van Morris Swadesh.

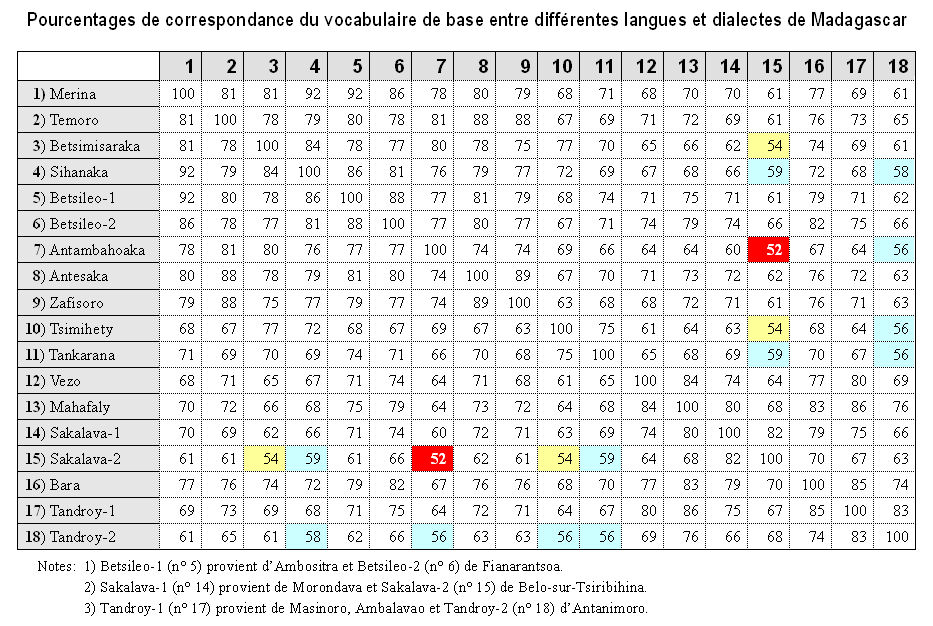
Overzichtje van intercommunicatie (Franstalig), er zijn zowel talen als dialecten in de tabel verwerkt.

Vele bronnen omschrijven alle elf de Malagasitalen als één taal, het Malagasi, onder die bronnen horen vele min of meer officiële instanties en die bronnen houden onder meer de Verenigde Naties, Van Dale, en vele internetwebsites. In Ethnologue worden de talen als apart beschouwd en niet als dialecten. Dit is vergelijkbaar met de misverstanden rond onder meer de Arabische, Baskische, Nahuatl-, Chinese- en Quechuatalen, elk van die, soms grotere, taalfamilies worden door velen als één taal beschouwd maar zijn een taalgroep zonder bijster veel intercommunicatie. Wél hebben ze meestal één overheersende taal, die dan wel overeenkomt met de beschrijvingen van de taal waarmee in feite de familie wordt bedoeld, voorbeelden daarvan zijn het Plateaumalagasi, maar ook het Cuzco-Quechua, het Mandarijn of het Standaardarabisch. Het is voor een Plateaumalagasitalige dus schier onmogelijk een conversatie te volgen tussen twee bijvoorbeeld Sakalava-Malagasitaligen, waarvan het taalgebied nochtans aan dat van hem grenst.
Als men het over het "Malagasi" heeft kan men ofwel veralgemenen en het over de Malagasitalen hebben, of men kan het over de hoofdtaal het Plateaumalagasi hebben, maar men kan ook te specifiek zijn: Regelmatig gelden gegevens alleen voor het Merina-dialect - het dialect dat als officiële landstaal geldt. Net zoals bij de Arabische kwestie, waar de Semitische taal Maltees in tegenstelling tot zijn Arabische familieleden als een aparte taal wordt erkend, kan men dit ook voor de Malagasikwestie staven zonder enige persoonlijke ervaring in Madagaskar, de Comoren, Réunion of Mayotte te hebben. Het is namelijk zo dat er bitter weinig wordt gesproken over Malagasi als men het over de voornaamste taal van Mayotte, het Bushi, heeft. Slechts circa 50% van de Sakalava-Malagasi en Tambahoaka-woorden (het Tambahoaka is een dialect van het Zuidelijk Betsimisaraka-Malagasi) corresponderen onderling. Wat het hoofddialect van het Plateaumalagasi, Merina, betreft, zijn de grootste verschillen die met de talen en dialecten van het zuiden van het land, zoals het Tandroy-Mahafaly-Malagasi en het Sakalava-Malagasi, met wie het Merina - en dus het Plateaumalagasi, want het Merina is het dialect dat dienstdoet als officiële taal van Madagaskar - slechts 60% van zijn woordenschat deelt.
Dat alle Malagasitalen voortgekomen zijn uit talen van Indonesische immigranten is intussen duidelijk, en het is perfect mogelijk dat delen van een geïsoleerd volk op een grote oppervlakte na enkele eeuwen elkaar niet meer kunnen verstaan. Momenteel staat de studie en de ontdekking van de grote verschillen tussen de verschillende Malagasitalen nog in de kinderschoenen. Het is echter zo goed als onmogelijk te weten hoeveel taalkundige verianten er precies zijn binnen de deze talen. In het begin van de 20e eeuw beweerde Gabriel Ferrand in een opmerkelijk onderzoek dat er meer dan dertig varianten zouden zijn, en dat is goed mogelijk, aangezien er al elf talen én elf dialecten met naam bekend zijn. (Zoals met het Atayal in Taiwan het geval is bestaan er vele dialecten die nog geen naam meegekregen hebben.) De koloniale administratieve autoriteiten van het heden hebben het over 18 "stammen", maar taalkundig gezien zijn er dus elf talen die samen elf dialecten hebben.

## Taalgebied

Het Plateaumalagasitaalgebied is te vinden in het midden van het eiland Madagaskar.

Qua oppervlakte mag het Plateaumalagasi zich, op het Sakalava-Malagasi na, de grootste taal in Madagaskar noemen. Het grote taalgebied zonder kustlijn ligt centraal en behelst onder meer de hoofdstad Antananarivo. Het gebied wordt begrensd door Tsimihety-Malagasi- (noorden), Noordelijk Betsimisaraka-Malagasi- (oosten), Zuidelijk Betsimisaraka-Malagasi- (oosten), Tanosy-Malagasi- (zuidoosten), Bara-Malagasi- (zuiden en klein stukje in het westen) en Sakalava-Malagasitalig gebied.
De sprekers zijn voornamelijk landbouwers, een groep die bestaat uit moslims, christenen, en aanhangers van de traditionele religie.
In de Comoren wordt het gesproken door een belangrijk aantal van personen met Malagassische origine. Die mensen gebruiken in de meeste gevallen tevens het Comorees, en zijn christenen, aanhangers van de traditionele godsdiensten of moslims.
1. Madagaskar: 5 940 000; 1ste plaats, 2de volgens totaal aantal sprekers
2. Comoren: 700; 5de en laatste plaats, 2de volgens totaal aantal sprekers
3. Réunion: 7 000. Belangrijke immigrantentaal.

## Geschiedenis
Samen met Indonesische immigranten (voornamelijk uit Borneo) belandden de Malagasitalen op het Afrikaanse eiland. Over wanneer deze immigraties plaatsvonden bestaat enige onenigheid: Volgens de Noorse taalkundige O. Christian Dahl (1951) gebeurde dit rond 450, terwijl de Nederlander K. A. Adelaar in 1989 beweerde dat de immigratie(s) rond de zevende eeuw plaatsvonden, de andere bronnen hebben het over tijdstippen tussen beide hiervoor genoemde data. Later mengden deze Indonesiërs zich met onder meer Arabieren en Oost-Afrikanen. Andere bronnen beweren dat de eerste inwoners niet uit Indonesië, maar uit Polynesië kwamen.
In 2005 werd duidelijk dat de taal die toen "Malagasi" werd genoemd (met SIL-code MEX en ISO 639-2 mlg), vier verschillende talen behelsde. Het Noordelijk Betsimisaraka-Malagasi splitste zich af, net zoals het Zuidelijk Betsimisaraka- en het Bara-Malagasi, deze drie talen werden als aparte talen erkend (op taalkundig vlak dan) en wat overbleef was de standaardtaal, nu bekend als Plateaumalagasi.
In het Plateaumalagasi bestaat een woordenboek, een bijbel (1835-1938) en er is een vastgelegde grammatica. Er bestaan Wikipedia-, Wiktionary- en Wikibooks-edities in het Plateaumalagasi, doch deze informatieprojecten zijn nog volop in het geboortestadium.

## Woordenschat en verwantschap met andere talen behalve de Malagasitalen
Buiten Madagaskar is de meest op het Plateaumalagasi lijkende taal het Ma'anjan, en het Plateaumalagasi is, omdat het tot de Austronesische taalfamilie behoort, verwant met de Austronesische talen. Voorbeelden hiervan zijn het woord antalaotra, dit woord is Plateaumalagasi voor zeevolk en het is voortgevloeid uit het Maleise laut dat zee betekent, en vahiny, dat in het Plateaumalagasi zoveel betekent als vreemdeling en dat in het Tahitisch zijn soortgelijke vahini terugvindt, dat daarin meisje betekent. Het is hierdoor dat men erachter is gekomen dat de eerste Zuidoost-Aziatische bezetters van Madagaskar mannen waren, en dat de vrouwen pas later nakwamen als gasten of vreemdelingen. De meeste leenwoorden komen van Sanskriet (en ook wel de prakrits) (voorbeelden zijn tsara, soa, sahaza, sandry, sisa en hetsy), Bantoetalen (zoals omby, ondry of akoho), Swahili, Arabische talen (voorbeelden van Plateaumalagasiwoorden uit het Swahili en uit Arabische talen zijn onder meer alahady, adaoro en sikidy; verder zijn in het bijzonder de namen van de dagen van de week, de namen van de maanden, de astrologie en de maankalender uit het Arabisch overgenomen), Engels, Portugees en Frans. De woorden, op Sanskriet-equivalenten gebaseerd, zijn het oudst. De gelijkenissen met Swahili en de Bantoetalen komen voort uit commerciële contacten met de Afrikaanse oostkust en met emigraties naar Madagaskar vanuit hun taalgebieden, terwijl de gelijkenissen met de Arabische talen uitsluitend uit commerciële contacten zijn voortgekomen. In vergelijking met de invloeden van het Swahili en de Bantoe- en Arabische talen werden de Malagasitalen eerder laat (in de 19e eeuw) door het Frans beïnvloed, maar de fase van Engelstalige invloed situeert zich nog later, namelijk in de laatste jaren (hoewel ook een substantieel deel van de Engelse leenwoorden in de 19e eeuw aan het Malagasilexicon werd toegevoegd).
Van meer dan 90% van de Plateaumalagasiwoorden is men in staat aan te tonen dat ze afkomstig zijn uit niet-Afrikaanse Austronesische talen.

## Fonologie
De i wordt steeds als [ie] (als in Irak) uitgesproken en wordt als laatste letter van een woord als y geschreven (dit geldt hoogstwaarschijnlijk ook voor de andere Malagasitalen, waaronder het Antankarana-Malagasi). De o wordt [oe] (als in Oeganda) uitgesproken (behalve in enkele regio's, waaronder de wouden, waar deze klank tóch als [oo] (als in cadeau) wordt uitgesproken). Ao wordt daarom (net als de ô) als [oo] uitgesproken. De r in de combinaties dr en tr is rollend als in het Italiaans. De g wordt uitgesproken als in garçon, en de s wordt nooit als z uitgesproken. Een a of o wordt als laatste letter kort en stemloos uitgesproken. Het Malagasi kent de volgende nasale verbindingen: nk, ng, nt, nd, ntr, ndr, nts, mp, mb en nj (die laatste klank wordt [ndz] uitgesproken). Het Plateaumalagasi telt slechts vier klanken, te weten [a], [ee] (zoals in benen), [ie] en [oe]. De h is stom, en dient om, in geschreven taal, lichte betekenisverschillen aan te geven, zo betekent hady "graven" en ady wordt in het Nederlands "kamp". Wanneer twee klinkers elkaar opvolgen, wordt de tweede steeds stommer uitgesproken dan de eerste.

### Weglaten van klinkers
Onbeklemtoonde klinkers zijn aan het einde van een woord regelmatig onuitgesproken, voorbeelden zijn izy [iesj] ("hij", "zij") en hafa [af] ("anders"). Een uitzondering hierop is de e, die wordt steeds duidelijk uitgesproken (lehibe [leehiebee] ("chef")).
Hetzelfde geldt ook, maar dan in iets mindere mate, voor klinkers die niet aan het einde van een woord staan. Over het algemeen worden bij veel lange woorden zelfs niet alleen klinkers, maar ook medeklinkers gewoon weggelaten, waardoor langere woorden fonetisch veel korter zijn, bijvoorbeeld
Malagasy, dat zoals zijn Franse vertaling het zelfs schrijft, [malgasj] (met de g zoals in garçon) wordt uitgesproken, of mitsangatsangana [mzangzangn] ("gaan wandelen").

### Klemtoon
De klemtoon is zeer geprononceerd en ligt op de voorlaatste lettergreep (bijvoorbeeld maloto [malloetoe], "vuil"), behalve als het een woord op -ka, -tra of -na betreft (dan ligt de klemtoon op de derdelaatste lettergreep, zoals in màssaka ("rijp"), miànatra ("leren")). In die gevallen krijgt de op twee na laatste lettergreep de klemtoon. Een accent, dat niet op zijn gewone plaats staat, kan de betekenis van een woord veranderen. Op die manier wijst een accent regelmatig op een betekenisverschil, bijvoorbeeld lalàna ("wet") en làlana ("straat"), misàsa ("zich wassen") en misasà ("was je!"), of ary [arie] ("ginds") en àry [arie] ("alzo").

## Grammatica

### Persoonlijke voornaamwoorden
De volgende persoonlijke voornaamwoorden zijn die van het Plateaumalagasi, specifiek het Merina-dialect. Let op: het nominatieve eerste persoon enkelvoud wordt verdeeld in een lange en een korte vorm; de lange vorm treedt op voor een werkwoord (gefocaliseerde of getopicaliseerde onderwerpen) en de korte vorm na een werkwoord. De genitieve eerste en tweede persoons persoonlijke voornaamwoorden worden ook verdeeld in een lange en korte vorm; de lange vormt treedt op als de stam eindigt op iets anders dan [na], [ka*] of [tra]; als de stam eindigt op [na] treedt de lange vorm ook op maar verdwijnt [na] van de stam; als de stam eindigt met [ka*] of [tra], wordt de eindklinker van de stam verwijderd en treedt de korte vorm op.
|                               | Nominatief | Genitief       | Accusatief |
| ----------------------------- | ---------- | -------------- | ---------- |
| 1e persoon enkelvoud          | izaho/aho  | -ko/-o         | ahy        |
| 2e persoon enkelvoud          | ianao      | -nao/-ao       | anao       |
| 3e persoon enkelvoud          | izy        | -ny            | antsy      |
| 1e persoon meervoud inclusief | isika      | -ntsika/-tsika | antsika    |
| 1e persoon meervoud exclusief | izahay     | -nay/-ay       | anay       |
| 2e persoon meervoud           | ianareo    | -nareo/-areo   | anareo     |
| 3e persoon meervoud           | izy (ireo) | -ny            | azy (ireo) |

### Lidwoorden
Het bepaalde lidwoord ny staat steeds voor een substantief (ny volana sy ny kintana, "de maan en de sterren"), of voor een gesubstantiveerd adjectief, bijvoorbeeld ny ratsy ("de slechte"). Er bestaat geen onderscheid tussen beide getallen; zowel het geslacht als het getal moet men afleiden uit de context.
Het gewone (en vertrouwelijk gebruikte) lidwoord voor eigennamen is i: Aiza i Koto? (Waar is Koto?). I wordt echter ook gebruikt bij namen voor familieleden, bijvoorbeeld in i neny ("mijn moeder"), of i zandry ("mijn jongere broer/zus").
De meervoudsvorm ry wordt, wanneer aangewend bij familienamen, gescheiden van de eigennaam genoteerd: Ry Rakoto ("de Rakoto's").

### Ontkenning
Adjectieven, werkwoorden en substantieven kunnen door middel van tsy worden ontkend:
- Tsy misy! (Er is niks! / Er is daar niks!)
- Tsy boky iny. (Dat is geen boek.)
- Tsy madio ny trano. (Dat huis is niet schoon.)
- Tsy raiko iny. (Dat is mijn vader niet.)
- Tsy mianatra ny ankizy. (De kinderen werken niet.)

Tsia van zijn kant betekent "nee(n)".

### Werkwoorden
Het Malagasi telt drie tijden:
- de verleden tijd
- de tegenwoordige tijd
- de toekomstige tijd

Deze tijden worden duidelijk gemaakt door het toevoegen van prefixen aan werkwoorden en adjectieven:
- voor de tegenwoordige tijd gebruiken we m-: matory (slapen), mihinana (eten)
- voor de verleden tijd gebruiken we n(o)- of t-: natory (geslapen hebben), nihinana (heeft gegeten)
- voor de toekomstige tijd gebruiken we h(o)-: hatory (zullen slapen), hihinana (zullen eten)

Aangezien het Malagasi geen infinitief kent geldt het presens als basisvorm.
Adjectieven en werkwoorden die niet met m beginnen, kunnen niet in de verleden tijd worden gebruikt en gebruiken voor het futurum het prefix ho, zoals tonga ("komen") dat doet: Tonga (is gekomen), ho tonga (zal komen).

### Zinsbouw

#### Mededelende zin

##### Geen hulpwerkwoorden
Het Malagasi kent geen hulpwerkwoorden als "hebben" of "zijn", en derhalve bestaan er enkele woordschikkingsregels.
Enkele voorbeelden:
- Trano io.
  - huis dit
  - Dit is een huis.
- Zaza marary.
  - kind ziek
  - Dat kind is ziek.

##### Geen genus
Het Malagasi kent evenmin een genus. Er bestaat maar één lidwoord (ny), en dat kan zowel bepaald als onbepaald vertaald worden.
- ny latabatra (de tafel)
- ny varavarana (de deur)
- ny zaza (het kind)

##### Geen getal
Ook een getal kent het Malagasi niet, hierdoor moet men uit de context afleiden of het een meervoud of een enkelvoud betreft.
- Milalao ny ankizy. (De kinderen spelen. / Het kind speelt.)

### Morfologie

#### Woordvolgorde
Plateaumalagasi is als een van de weinige talen (net zoals onder meer Fijisch en Javaans) een VOS-taal, wat inhoudt dat het werkwoord in de zin vooropstaat, gevolgd door respectievelijk het lijdend voorwerp en het onderwerp.

#### Stam
De woordstammen kunnen niet verder ontleend worden, maar kunnen wel worden omgevormd tot adjectieven, substantieven of werkwoorden. De stammen zelf kunnen zowel een adjectief als substantief voorstellen. Vele woorden in het Malagasi zijn samenstellingen die uit verschillende stammen en/of suffixen bestaan, zoals lava ("lang", "groot") en halàvana ("lengte", "grootte").

#### Samenstellingen
Eigennamen die samenstellingen zijn van verschillende stammen, worden aaneengeschreven, bijvoorbeeld Andrianampoinimerina. Voor het overige worden woorden die een duidelijk geheel vormen, eveneens aaneengeschreven. Hetzelfde geldt wanneer de herindeling van het woord geen duidelijke betekenis oplevert, bijvoorbeeld atodiakoho ("kippenei"), tranovorona ("doodskist"), voninkazo ("bloem") of tanindrazana ("vaderland").
Woorden waarbij een koppelteken de bovenhand krijgt, zijn woorden die geen eenheidsidee voorstellen, zoals tanin-drazana ("geboortestreek"), en woorden die van een werkwoord zijn afgeleid, zoals mpivaro-kena ("slager") of fivarotam-panafody ("apotheek"). In de praktijk vindt men echter verschillende schrijfwijzen terug, zowel samengesteld als aaneen.
Woorden kunnen bestaan uit:
- twee substantieven:
  - maso (oog) + andro (dag) → masoandro (zon)
  - lalana (weg) + vy (ijzer) → lalamby (spoorweg)
- substantief + voorzetsel + voorwerp:
  - tany (grond) + na (met) + vary (rijst) → tanimbary (rijstveld)
- substantief + adjectief:
  - sira (zout) + mamy (zoet) → siramamy (suiker)
  - biby (dier) + lava (lang) → bibilava (slang)
  - vola (geld) + fotsy (wit) → volafotsy (zilverstukken)

#### Affixen
De prefixen, suffixen en infixen nemen in het Plateaumalagasi eveneens een niet te minachten plaats in. Voorbeelden:
- imperatiefvormen op -a, -y en -o
- tijden op ho-, h-, no- en n-
- werkwoordsvormen op a-, m-, an-, ana-, anka-, aha-, i-, iha-, ian-, ampan-, ifan-, ifampi-, tafa- en voa-
- substantiefvormen op f- (fa-, fan-, fanka-, faha-, fi-, fian-, fampa-, fifan- en fifampi-), mp- (mpa-, mpan-, mpaka-, mpaha-, mpi-, mpian-, mpampa-, mpifan- en mpifampi-) en ha-

#### Reduplicatie
Vele woordstammen kunnen zich geheel of gedeeltelijk verdubbelen, soms met enige aanpassing, en op die manier een nieuw woord vormen. Voorbeelden hiervan zijn:
- mandeha (gaan), dat mandehandeha (heen en weer lopen) wordt
- tsara (goed), dat tsaratsara (beter) wordt
- vizana (moe), dat vizambizana (niet erg moe, een beetje moe) wordt

### Het inkorten van woorden
Woorden en begrippen kunnen tevens worden verkort. Zo wordt malagasy ("Malagasi") gasy, Madagasikara ("Madagaskar") gasikara of andao ("laat ons gaan!") ndao.

## Schrift

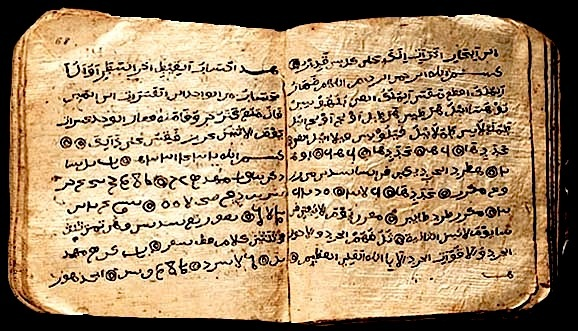
Voor de komst van de missionarissen David Jones en David Griffiths werd voornamelijk het Sorabe gebruikt, afgeleid van het Arabisch alfabet.

De Malagassische oerbevolking kende geen schrift; alle overlevering vond oraal plaats.
Een decreet van koning Radama I op 26 maart 1823 verplichtte het gebruik van het Latijns alfabet, dat door de missionarissen David Jones en David Griffiths voor de Malagassische taal ontwikkeld was. Desondanks gebruikt men heel af en toe nog het Arabisch alfabet. Op het ogenblik van het decreet waren er ook al enkele geletterde in het koninkrijk die een schriftsysteem, afgeleid van het Arabische alfabet gebruikten (Sorabe of "schrift van groot formaat"), ontwikkeld in het zuidoosten van de eilandstaat: De eerste Arabische bezetters, die nu bekendstaan als de Malagassische bevolkingsgroep Antaimoro en die zich in de 15de eeuw aan de oostkust sedentariseerden, ontwikkelden uit het Arabische schrift dit eigen schriftsysteem voor het Malagasi, dat zij van de oorspronkelijke bewoners overnamen. Dit schrift werd zelfs door de koningin gebruikt, en bleef significant tot het begin van de 19de eeuw, op dat tijdstip maakte het land kennis met het Latijns alfabet, dat door Engelse missionarissen was overgebracht.
Het Plateaumalagasi gebruikt een eenentwintigletterige variant van het Latijns alfabet en het kent de volgende letters (rechts ervan staat de lokale naam van de letter):
- a [aa]
- b [bie]
- d [die]
- e [ee]
- f [ef]
- g [gee] (met de g zoals in garçon)
- h [aints]
- y [iegrakkah] (met de g zoals in garçon)
- i [ie]
- j [dzie]
- k [ka(a)]

- l [eelah]
- m [eemah]
- n [eenah]
- o [oe] (zoals in koe)
- p [pee]
- r [eerah]
- s [eezoe] (met de oe zoals in koe)
- t [tee]
- v [vee]
- z [zeedrah]

Aangezien men de o als [oe] (zoals in boer) uitspreekt, bestaat de letter u niet in het Malagasi, aangezien deze letter in de meeste andere Austronesische talen de [oe]-klank aanduidt. Daarnaast maakt het Malagasi ook geen gebruik van letters c, q, w en x.
De spelling in het Plateaumalagasi is zeer regelmatig en nogal op de uitspraak gericht. Daarnaast bestaan de letters ô (een o met een accent circonflexe) en een n met trema (het Malagasi deelt die n uitsluitend met het Jacalteeks, een Mayataal in Mexico) die bijvoorbeeld in plaatsnamen worden gebruikt. Er bestaan ook alternatieve spellingen voor die plaatsnamen, waar, in plaats van de n met trema, gn wordt gebruikt. De i wordt als laatste letter van een woord als y geschreven (dit geldt hoogstwaarschijnlijk voor de meeste andere Malagasitalen, waaronder het Antankarana-Malagasi).

## Voorbeeld

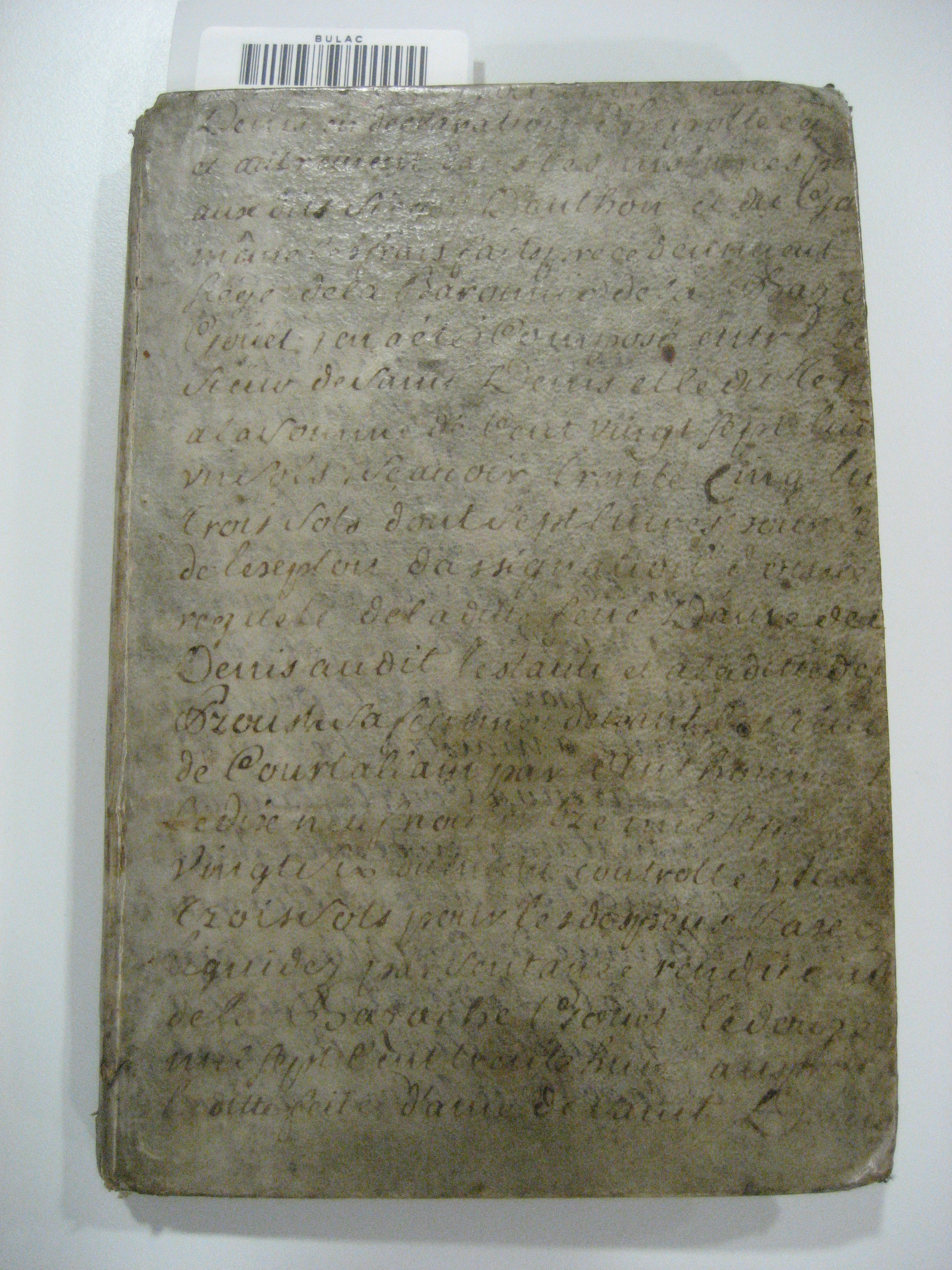
Malagasi woordenboek (1773) (Collectie BULAC Parijs)

### Basiswoorden
Enkele basiswoorden:
| Nederlands | Plateaumalagasi  |
| ---------- | ---------------- |
| aarde      | tany             |
| hemel      | lanitra          |
| water      | rano             |
| vuur       | afo              |
| man        | lehilahy         |
| vrouw      | vehivavy         |
| eten       | mihinana, homana |
| drinken    | misotro          |
| groot      | lehibe, ngeza    |
| klein      | kely             |
| nacht      | alina            |
| dag        | andro            |

### Tekstfragment
Eerste artikel van de Universele Verklaring van de Rechten van de Mens (Nederlandstalige versie):
Andininy Voalohany
Teraka afaka sy mitovy zo sy fahamendrehana ny olombelona rehetra. Samy manan-tsaina sy fieritreretana ka tokony hifampitondra am- pirahalahiana.

## Malagasi in België
De Protestantse kerk van de Kruidtuin aan de Bischoffsheimlaan in Brussel (België) verzorgt maandelijks een kerkdienst in het Malagasi, en wel de laatste zondag van 15:00 u tot 17:00.

### Woordenboeken
In 1729 werd het eerste bekende Malagasiwoordenboek geschreven. In 1885 stelde James Richardson van de London Missionary Society een woordenboek van 892 pagina's samen, dat nu nog als een herdruk verkrijgbaar is. Nooit werd er een gelijkaardig Engels-Malagasi-woordenboek gepubliceerd; latere werken waren van kleinere omvang.